# ГЕС Флорентино-Амегіно
ГЕС Флорентино-Амегіно ісп. Florentino Ameghino — гідроелектростанція в центральній Аргентині у провінції Чубут. Використовує ресурс річки Чубут, яка тече з Анд через Патагонію до впадіння в Атлантичний океан біля міста Росон.
У межах проекту річку в ущелині перекрили бетонною греблею висотою 113 метрів та довжиною 255 метрів, яка потребувала 483 тис. м3 матеріалу. Вона утримує витягнуте по долині Чубуту на 80 км водосховище з площею поверхні 74 км2 та об'ємом 1855 млн м3 (корисний об'єм 1216 млн м3).
Розташований з лівого боку ущелини пригреблевий машинний зал обладнали двома турбінами типу Френсіс потужністю по 29,2 МВт, при цьому до реалізації інших заходів з регулювання стоку Чубуту станція може використовувати лише 70 м3/с при проектному показнику 110 млн м3/сек, що веде до обмеження загальної потужності на рівні 47 МВт. Гідроагрегати працюють при напорі у 56 метрів та виробляють 178 млн кВт-год електроенергії на рік.
Видача продукції відбувається по ЛЕП, розрахованій на роботу під напругою 132 кВ.